# Comunicazione scientifica
La comunicazione scientifica è il processo di pubblicazione e divulgazione dei risultati della ricerca di istituzioni private o accademiche.
Generalmente ci si riferisce con questo termine alle riviste destinate alla comunità scientifica (un esempio illustre sono Nature e Science), mentre si usa l'espressione divulgazione scientifica quando si intende la diffusione delle conoscenze scientifiche al grande pubblico, svolta in Italia da riviste come Le Scienze, Sapere, Salute33, Focus, da programmi televisivi come Quark e da siti come MolecularLab.
L'inizio della comunicazione scientifica si può far risalire all'Illuminismo, quando nel 1665 inizia la pubblicazione di due giornali di argomento scientifico: "Les journal des savants" a Parigi e a Londra "Philosophical transactions of the Royal Society of London". Da allora i periodici scientifici si sono affermati come principale mezzo della comunicazione scientifica e contemporaneamente sono aumentati esponenzialmente.

## Aspetti economici ed evoluzione dei mezzi
Dal 1975 al 1995 i prezzi delle sottoscrizioni ai periodici scientifici hanno subito in media un aumento del 7,3% annuale, per una serie di concause quali l'inflazione, l'aumento d'informazione pubblicata per numero e, soprattutto, un forte decremento delle sottoscrizioni. Per fronteggiare la crisi gli editori di informazione scientifica hanno riposto nell'editoria digitale rispetto a quella cartacea le aspettative di un ingente taglio dei costi. L'impiego dell'ICT nel processo editoriale è stato, in un primo momento, circoscritto alla distribuzione dei documenti.
Con l'avvento del Web, nei primi anni novanta, il mondo della comunicazione scientifica (in un primo tempo soprattutto accademica e americana) coglie le nuove opportunità fornite dalla standardizzazione e usabilità del mezzo. I vantaggi della pubblicazione scientifica on line, ormai ampiamente affermata grazie ai periodici elettronici (o e-journals), si riscontrano nell'eliminazione dei costi tipografici, di magazzino e distribuzione. Però, a differenza di quanto ottimisticamente previsto all'inizio della "digital revolution", non si è determinato il superamento della crisi del settore.
I costi di acquisizione, selezione, recensione ed editing, cosiddetti di "prima copia", incidono fino all'80% sul costo totale della pubblicazione, a prescindere dal fatto che essa sia cartacea o digitale. Al fine ridurre i costi di "prima copia", è sorta quindi l'esigenza di progettare sistemi di integrazione informatica per rendere più efficienti e veloci tutte le peculiari fasi del processo editoriale della comunicazione scientifica on line, dall'acquisizione del documento alla pubblicazione finale.

## Caratteristiche del processo editoriale
- La pubblicazione dei documenti è il risultato di diverse fasi editoriali e si ottiene mediante la suddivisione del lavoro. Un certo numero di autori, recensori, curatori editoriali ecc. sono coinvolti e possono lavorare asincronicamente e lontani nello spazio.
- Il processo non deve necessariamente essere ripensato ad hoc per ogni nuovo documento. Piuttosto, spesso è dotato di una struttura predeterminata specificata in modelli.
- Il processo nelle sue fasi viene eseguito frequentemente; è quindi auspicabile il perfezionamento dell'organizzazione.

## Processo tradizionale di pubblicazione degli articoli scientifici
Si definisce articolo scientifico la relazione del metodo di ricerca e dei risultati prodotti. Schematizziamo qui il processo editoriale della comunicazione scientifica commerciale:
- Arrivo dell'articolo in redazione
  - caricamento dell'articolo nel database
  - selezione dei revisori
- Designazione dei revisori da parte del curatore editoriale
  - richiesta di revisione paritaria (peer review)
  - gestione delle risposte
  - eventuale sollecitazione dei resoconti in un secondo momento
- Arrivo dei resoconti in redazione
  - inserimento dei resoconti dei revisori nel database
  - comunicazione della ricevuta ai revisori e ringraziamenti
  - invio dei resoconti all'autore
  - ricevuta della versione definitiva dell'autore
- Decisione editoriale
  - inserimento della decisione di pubblicazione nel database
  - preparazione e invio di una lettera di conferma per l'autore
  - invio all'autore di un modulo per la cessione del copyright
  - [fasi di preparazione della pubblicazione on line o cartacea]

Il ciclo di pubblicazione di un articolo è in buona parte un processo di comunicazione mediato da un ufficio editoriale. Un mezzo utile in questo processo è l'e-mail perché crea un archivio elettronico di dati storici. 
I documenti digitali originali dovrebbero essere inviati all'ufficio editoriale come allegati di posta elettronica o su un supporto CD-ROM tramite posta tradizionale. Dopo l'inserimento dell'articolo nel database, l'autore riceve una e-mail di conferma. A questo punto il testo è pronto per essere messo on line per il processo di peer review. 
Pochi articoli vengono accettati senza alcuna revisione e la maggior parte viene rinviata dall'autore con l'aggiunta dei contributi dei revisori. La nuova versione viene caricata in un registro a parte del database. L'autore può anche decidere di non pubblicare l'articolo e spesso non comunica la sua decisione alla redazione, così molti articoli semplicemente "spariscono": in questi casi, è impossibile capire se il testo è ancora sottoposto alla revisione dell'autore o se questi ha scelto una soluzione alternativa.
Da quando Internet è diventato il medium indispensabile della comunicazione scientifica molti studiosi hanno pensato che il processo tradizionale di pubblicazione commerciale, incentrato sulla peer review, fosse destinato al declino. Questo perché la sua principale funzione di ridurre il materiale da pubblicare sul costoso supporto a stampa diventa irrilevante in ambiente elettronico.

## Nuovi modelli di pubblicazione
I sostenitori del superamento del modello tradizionale di ciclo editoriale ritengono che esso serva l'interesse di pochi grandi editori scientifici e stia frenando lo sviluppo di archivi digitali accessibili gratuitamente a tutti (open access).

### Preprint publication e peer commentary
Si propone di pubblicare on line tutto il materiale scientifico proposto senza filtri e accessibile gratuitamente a tutti, e lasciare al lettore l'onere del giudizio. Questo potrà essere espresso tramite uno specifico software che raccoglie e pubblica i commenti degli utenti (peer commentary). 
Una forte critica a questo modello proviene da Stevan Harnad, che è allo stesso tempo un difensore della peer review e il maggior sostenitore dell'open access. Pubblicare qualsiasi cosa a prescindere dalla sua qualità provoca spaesamento nell'utente. Inoltre, si possono sollevare molte obiezioni sull'affidabilità degli stessi commentary. Gli studi scientifici sono solitamente altamente specializzati e lo stesso processo tradizionale di pubblicazione ha difficoltà a trovare revisori con le competenze adatte. 
Esiste però un caso di archivio preprint attualmente utilizzato e citato dalla comunità scientifica, l'archivio arXiv. È un database gratuito, ad accesso libero, che raccoglie e archivia la letteratura (principalmente matematica e fisica teorica), con una media di 25000 nuovi studi all'anno e 35000 utenti al giorno. La maggior parte degli articoli viene inizialmente depositata come preprint e sottoposta al giudizio dei colleghi, di cui l'autore può tener conto prima di richiedere la pubblicazione commerciale. Lo stesso modello non ha avuto lo stesso successo se applicato a discipline differenti, di ambito medico ed umanistico.

### Comunicazione scientifica open access
Come coniugare la necessità di far conoscere la propria ricerca a un pubblico più vasto possibile senza rinunciare a una selezione qualitativa? Steven Harnad non propone un modello alternativo alla peer review ma un modello alternativo di finanziarla. Nei periodici on line a pagamento, i costi di prima copia sono ricoperti dagli abbonamenti, dalle licenze e dal pay-per-view, ricadono cioè sull'utente finale. Harnad auspica che siano le istituzioni che sostengono gli autori a pagare gli editori, che possono così fornire garanzie sulla qualità del materiale pubblicato, ma non attuare una selezione riguardo alla distribuzione. Questo modello prevede, anche tramite l'utilizzo dell'archiviazione integrata on line Open Archives Initiative, l'accesso gratuito al pubblico.
Attualmente, per la pubblicazione nella maggior parte delle discipline e specialmente di ambito biomedico, la comunità scientifica continua a fare affidamento su periodici e biblioteche digitali che attuano una valutazione degli articoli.